# Nicolas Gestin
Nicolas Gestin  (* 14. März 2000 in Tréméven) ist ein französischer Kanute und Olympiasieger im Kanuslalom 2024.
Gestin begann im Canoë Kayak Club Quimperlé mit dem Kanusport. Im Jahr 2016 konnte er sich erstmals für die französische Junioren-Nationalmannschaft qualifizieren und an den Junioren-Weltmeisterschaften in Krakau teilnehmen, wo er den fünften Platz im Einzelwettbewerb im Einer-Canadier belegte und Bronze mit der Mannschaft holte. Bei den Junioren-Europameisterschaften 2018 gewann er Silber sowohl im C1 als auch im C1-Team. Bei den Junioren-Weltmeisterschaften in Ivrea im gleichen Jahr folgten Gold im C1-Team und Bronze im Einzelrennen.
Nach seinem Wechsel in die U23-Klasse wurde er 2019 und 2021 U23-Weltmeister, zudem gewann er 2021 eine Bronzemedaille im C1-Mannschaftswettbewerb.
Seinen bislang größten Erfolg feierte er bei den Olympischen Sommerspielen 2024 in Paris, deren Kanuwettbewerbe in Vaires-sur-Marne ausgetragen wurden. Dort wurde er mit großem Vorsprung Olympiasieger im Einer-Canadier. An selber Stelle sicherte er sich bei den Europameisterschaften 2025 im Einer-Canadier die Silbermedaille.